# 13387 Irus
13387 Irus este o planetă minoră (asteroid), cu un diametru de 18,989 km, din Asteroid troian al lui Jupiter. A fost descoperită pe 22 decembrie 1998 la Circolo Culturale Astronomico di Farra d'Isonzo⁠(d) de Circolo Culturale Astronomico di Farra d'Isonzo⁠(d). 
Obiectul prezintă o orbită caracterizată de o semiaxă mare de 5,208681 UAi, o excentricitate de 0,095, o înclinație de 7,24274 ° în raport cu ecliptica.